# I rinnegati del Wyoming
I rinnegati del Wyoming (Wyoming Renegades) è un film del 1954 diretto da Fred F. Sears.
È un film western statunitense con Philip Carey, Gene Evans e Martha Hyer. È basato sulle gesta del fuorilegge Butch Cassidy (interpretato da Evans) e della sua banda denominata Hole in the Wall Gang attiva nel territorio del Wyoming.

## Produzione
Il film, diretto da Fred F. Sears su una sceneggiatura e un soggetto di David Lang, fu prodotto da Wallace MacDonald per la Columbia Pictures Corporation e girato nel Bronson Canyon, nell'Iverson Ranch a Chatsworth (Los Angeles) e a Lone Pine, in California, dal 21 al 30 giugno 1954. Il titolo di lavorazione fu  Wyoming Outlaws.

## Distribuzione
Il film fu distribuito con il titolo Wyoming Renegades negli Stati Uniti nel marzo del 1954 al cinema dalla Columbia Pictures Corporation.
Altre distribuzioni:
- in Brasile (A Volta do Renegado)
- in Spagna (Renegados de Wyoming)
- in Grecia (I epistrofi tou ekdikitou)
- in Italia (I rinnegati del Wyoming)
- in Germania Ovest (Galgenvögel)

## Critica
Secondo il Morandini il film è un "convenzionale western di serie B con interpreti dignitosi".

## Promozione
Le tagline sono:
- RENEGADES RUN RIOT in a roaring story that explodes from the screen!
- No man's life or wife or land is safe - till the women of Broken Bow line up with their men and start shooting!
- A WHOLE TOWN WRECKED AND RAVAGED AS RENEGADES RUN RIOT!
- See the women take over the firing-line in the battle for Broken Bow!
- NO MAN'S WIFE OR LIFE OR LAND WAS SAFE WHEN THE WYOMING RENEGADES RODE!